# 보조장
양자장론에서 보조장(補助場, 영어: auxiliary field)은 이론의 작용에 운동 에너지 항이 포함되어 있지 않는 장이다. 이런 장은 자유도를 가지지 않으며, 실재하는 입자를 나타내지 않는다. 원하면 보조장을 오일러-라그랑주 방정식을 써서 작용에서 없앨 수 있다. 이는 양자역학적으로 보조장의 경로 적분을 계산하는 것에 해당한다.
보조장은 BRST 대칭이나 초대칭과 같은 대칭에서, 질량껍질 밖에서의 대칭을 보존하기 위하여 형식적인 도구로 쓰인다. BRST 대칭에서는 게이지 고정을 위해 사용하는 {\displaystyle B}장이 보조장이다. 초대칭에서는 초다중항(supermultiplet)에 포함된 {\displaystyle D}나 {\displaystyle F} 따위 스칼라장이 보조장이다.

## 전개
다음과 같은 꼴의 라그랑지언을 가진 보조장을 생각하자.
{\displaystyle {\mathcal {L}}={\frac {1}{2}}A^{2}+f(\varphi )A}
여기서 {\displaystyle f(\varphi )}는 다른 장을 포함하는 임의의 표현이다.
보조장 {\displaystyle A}의 운동방정식은 다음과 같다.
{\displaystyle A=-f(\varphi )}.
고전적으로는, 이를 그냥 라그랑지안에 대입할 수 있다. 이에 따라 다음을 얻는다.
{\displaystyle {\mathcal {L}}=-{\frac {1}{2}}f(\varphi )^{2}}.
즉 {\displaystyle A}가 사라짐을 알 수 있다.
양자장론에서는 이 과정을 보조장에 대한 경로적분을 하는 것으로 해석한다. 편의상 윅 회전을 통하여 유클리드 시공을 다루자. 그렇다면 그 분배함수는 다음과 같다.
{\displaystyle Z=\int D\phi \;DA\;\exp(-{\frac {1}{2}}A^{2}-f(\varphi )A)=({\sqrt {2\pi }})^{V}\int D\phi \;\exp(-{\frac {1}{2}}f(\varphi )^{2})}
여기서 {\displaystyle ({\sqrt {2\pi }})^{V}}는 조절에 따라 달라지는 상수로, 무시할 수 있다. 즉, {\displaystyle A}를 적분하여 없애면 고전적인 계산과 같은 결과를 얻는다.

## 참고 문헌
- S. J. Gates, Jr.; M.T. Grisaru, M. Rocek, W. Siegel (1983). 《Superspace, or One thousand and one lessons in supersymmetry》. Benjamin-Cummings. arXiv:hep-th/0108200. ISBN 0805331603.